# Subaru XT
La Subaru XT est un ancien modèle de Subaru. Elle était appelée Vortex en Australie et en Nouvelle-Zélande, XT6 en Amérique du Nord et en Europe et Alcyone au Japon. La Subaru XT était disponible en traction ou avec une transmission aux 4 roues enclenchable.
À cette époque, la marque Subaru n'avait pas encore l'autorisation d'être distribuée en France. La XT n'y a donc pas fait carrière.

## Moteur
La Subaru XT disposait d'un moteur boxer 4 cylindres (H4) 1,8 litre suralimenté qui développait 113 ch en Amérique du Nord ou 135 ch sur les autres marchés ainsi qu'au Japon.
Un boxer 6 cylindres (H6) de 2,7 litres, atmosphérique cette fois, était également disponible à partir de 1987. Il développait alors 145 ch aux États-Unis et 150 ch au Japon.

## Caractéristique
La Subaru XT est une voiture au style très typé années 1980. Elle se distinguait par son très faible coefficient de pénétration dans l’air, rarissime à l'époque puisque le Cx était de 0,29.